# Martin Just
Martin Just (* 17. April 1930 in Uslar) ist ein deutscher Musikwissenschaftler und Hochschullehrer im Ruhestand.
Martin Just erhielt seine musikalische Ausbildung an der Staatlichen Hochschule für Musik in Stuttgart. Sein Studium der Musikwissenschaft, Anglistik und Romanistik absolvierte er in Tübingen. Nach der Promotion im Jahr 1960 arbeitete er, zunächst als Assistent, an der Universität Würzburg. Die Habilitation erfolgte 1972, 1973 die Ernennung zum Universitätsdozenten und 1978 zum Professor. Seit 1995 ist Just im Ruhestand.
Die Schwerpunkte seiner wissenschaftlichen Arbeit liegen in der Musik des 15. und 16. Jahrhunderts, in den Bereichen Klassik und Romantik und in Fragen zur musikalischen Analyse.
Von 1981 bis 1986 war Just Schriftleiter der Zeitschrift Die Musikforschung. Seit 1982 ist er Mitglied des Herausgebergremiums der New Josquin Edition.

## Schriften
- Studien zu Heinrich Isaacs Motetten. Dissertation. Tübingen 1961 (Tübingen, Philosophische Fakultät; Hochschulschrift)
- Der Mensuralkodex Mus. ms. 40021 der Staatsbibliothek Preussischer Kulturbesitz Berlin. Untersuchungen zum Repertoire einer deutschen Quelle des 15. Jahrhunderts. Würzburger musikhistorische Beiträge, Band 1. Schneider, Tutzing 1971, ISBN 3-7952-0157-8 (zugleich: Universität Würzburg, Philosophische Fakultät, Habilitationsschrift 1971; Hochschulschrift)